# 셜리 언더우드

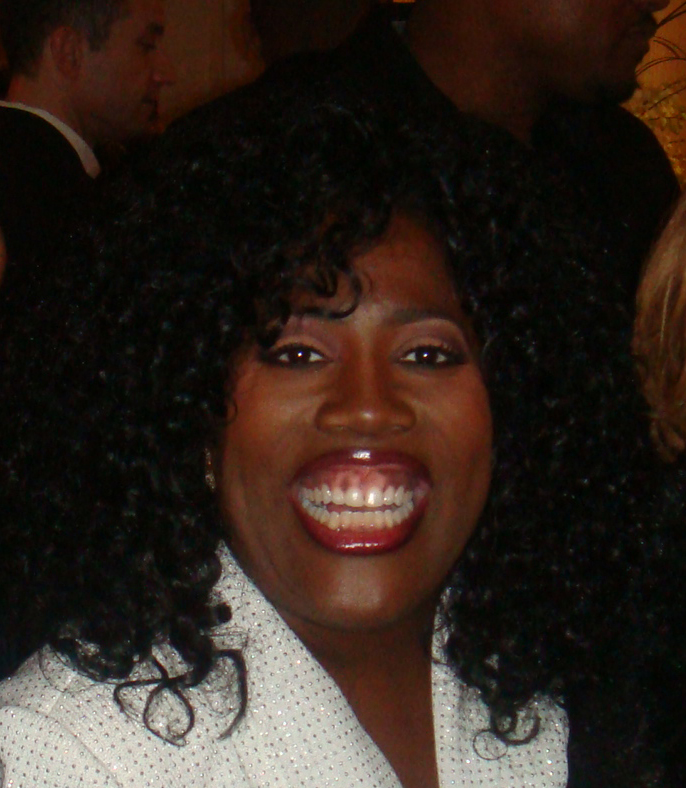

셜리 언더우드(Sheryl Underwood, 1963년 10월 28일 ~ )는 미국의 배우, 영화배우, 라디오 DJ이다.
리틀록에서 태어났다.

## 방송
- The Talk

## 영화
- 더 바운스 백 (2016년)
- 겟팅 플레이드 (2005년)
- 뷰티 샵 (2005년)
- 아이 갓 더 후크 업 (1998년)